# Василий (епископ Тверской)

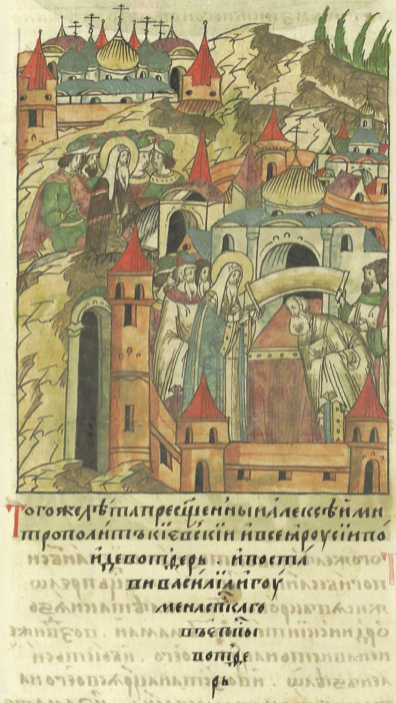
Митрополит Алексий посвящает Василия в епископы Тверские

Епископ Василий (ум. 1372) — епископ Русской православной церкви, епископ Тверской.

## Биография
До возведения в архиерейский сан был игуменом Спасского Высокого монастыря близ Твери.
В 1361 году хиротонисан во епископа Тверского.
Это был период междоусобной брани князей. Выполняя свой архипастырский долг, епископ Василий стремился примирить враждующих. В 1366 году по велению митрополита Алексия он разрешил спор князей Василия Михайловича и Еремея, князя Дорогобужского, с Михаилом Александровичем (племянником Василия и двоюродным братом Еремея) за удел умершего брата Еремея Семёна Белый Городок. Этот удел Семён в обход брата и дяди завещал двоюродному брату Михаилу. Епископ подтвердил это решение.
В 1368 году Михаил, зная, что и митрополит, и великий князь Московский Дмитрий поддерживают князей Василия и Еремея, уехал за помощью в Литву к своему зятю Ольгерду. Василий и Еремей пожаловались на тверского епископа митрополиту, и он был вынужден ездить в Москву, понеся там большие убытки за своё решение.
Когда в том же году Михаил вернулся из Литвы с войском, взял Тверь и шёл в Кашин расправиться с находившимся там дядей Василием, по дороге, в селе Андреевском, его ждали послы от дяди и епископа. Они убедили Михаила помириться с Василием и Еремеем, целуя крест. Василий должен был оставить Тверь племяннику, довольствуясь только Кашином.
В 1369 году сын умершего князя Василия Михаил ездил в Москву с новой жалобой митрополиту на епископа Василия.